# 이르판 바크딤
이르판 바크딤(1988년 8월 11일 ~ )는 네덜란드 출생 인도네시아의 축구 선수로 현재 페르식 케디리에서 공격수로 활동하고 있다.

## 선수 경력

### 클럽
1997년부터 2007년까지 SV 아르곤, AFC 아약스, FC 위트레흐트 유소년팀에서 성장했고 2007년 FC 위트레흐트 성인팀 입단을 통해 프로에 데뷔했다.
이후 2009년부터 2010년까지 HFC 하를럼에서 12경기 1골을 기록했고 2010년 SV 아르곤을 끝으로 13년간의 네덜란드 생활을 청산하고 8월 9일 당시 리가 3 소속팀인 페르세마 말랑과 입단 계약을 체결하며 모국인 인도네시아로 돌아와 2012년까지 리그 25경기 16골을 집중시켰다.
그 후 2013년 태국 1부 리그 소속팀인 촌부리 FC로 이적했지만 8경기 1골에 그쳤고 같은 해 태국 3부 리그의 나콘 라차시마 유나이티드로 임대 이적하여 11경기 3골을 기록했으며 2014년 일본 J2리그의 반포레 고후에 입단했으나 단 1경기도 출전 기회를 부여받지 못한 채 2015년 같은 J2리그의 콘사돌레 삿포로 입단 후 2016년까지 7경기에 출장하여 팀의 2016 시즌 2부 리그 우승 및 차기 시즌 1부 리그 승격에 일조했다.
그리고 2년간의 일본 생활을 정리하고 2017년 발리 유나이티드 입단을 통해 고국으로 돌아온 이후 2019년까지 66경기 13골을 터뜨리며 2017 시즌 1부 리그 준우승, 2018년 인도네시아 프레지던트컵 준우승, 2019 시즌 1부 리그 우승에 기여했고 2017 시즌 1부 리그에서 팀을 준우승으로 이끈 공로를 인정받아 베스트 11에 선정되었으며 그 뒤 2020년 PSS 슬레만으로 이적하여 팀의 2021년 멘포라컵 3위를 이끌었다.
이후 2021년 리가 2의 페르시스 솔로와 입단 계약을 체결한 뒤 같은 해 12월 30일 란스 누산타라와의 리가 2 경기에서 이적 후 첫 득점을 신고하는 등 2022-23 시즌까지 팀의 주전 공격수로 활약하며 2021-22 시즌 리가 2 우승 및 2022-23 시즌 리가 1 승격에 기여했다.

### 국가대표팀
말레이시아와의 2010년 동남아시아 축구 선수권 대회 A조 조별리그 1차전에서 국제 A매치 데뷔전을 치르자마자 A매치 데뷔골을 신고했고 이후 최약체팀인 라오스와의 2차전에서도 득점을 기록하며 팀의 준우승에 기여했다.
그 후 7차례의 평가전에서 9골을 퍼부었고 이 가운데 최약체팀이자 같은 동남아시아팀인 브루나이와의 원정 경기에서 해트트릭을 작성하며 팀의 5-0 대승을 이끌었으며 2019년 11월 15일 또 다른 같은 동남아시아팀인 베트남과의 2022년 FIFA 월드컵 아시아 지역 2차 예선 G조 4차전에서 득점을 기록했으나 팀의 1-3 패배를 막기엔 역부족이었다.

## 수상

### 클럽
콘사돌레 삿포로
- J2리그 : 우승 (2016)

발리 유나이티드
- 리가 1 : 우승 (2019), 준우승 (2017)
- 인도네시아 프레지던트컵 : 준우승 (2018)

PSS 슬레만
- 멘포라컵 : 3위 (2021)

페르시스 솔로
- 리가 2 : 우승 (2021-22)

### 국가대표팀
인도네시아
- 동남아시아 축구 선수권 대회 : 준우승 (2010)

### 개인
- 리가 1 베스트 11 : 2017

## 통계
| 인도네시아 | 인도네시아 | 인도네시아 |
| 연도       | 출전       | 골         |
| ---------- | ---------- | ---------- |
| 2010       | 8          | 2          |
| 2011       | 4          | 0          |
| 2012       | 9          | 4          |
| 2013       | 2          | 0          |
| 2014       | 3          | 1          |
| 2015       | 0          | 0          |
| 2016       | 3          | 3          |
| 합계       | 29         | 10         |